# U Smile
U Smile – czwarty singel kanadyjskiego piosenkarza Justina Biebera, pochodzący z jego pierwszego albumu studyjnego My World 2.0. Jego producentem jest Jerry Duplessis i Arden Altino. Piosenkę wydano 9 sierpnia 2010.